# Pivot Stickfigure Animator

Ukázka animace vytvořené Pivotem

Pivot Stickfigure Animator (zkráceně Pivot) je nástroj na tvorbu animací pomocí stickmanů.
Vytvořenou animaci lze uložit jako piv soubor, GIF animaci a AVI video, nebo lze vyexportovat jednotlivé snímky.
Program obsahuje také jednoduchý editor vlastních stickmanů, které lze uložit jako stk soubor.

## Vývoj

### Pivot 2.2
Druhá verze pivotu. Zde byl již přidán Stickman Builder, který umožňuje vytvořit si vlastního panáčka (stickmana),
kteří se ukládají do formátu STK. Také byly opraveny některé chyby, a do animačního menu byla přidána tlačítka.

### Pivot 2.2.5
K této verzi byl přidán již instalační balíček a také jedinečné ikony formátu .PIV a .STK a možnost načíst JPEG obrázek

### Pivot 2.2.6
Verze 2.2.6 opravila drobné chyby a opravila instalaci.
Mnoho lidí tuto verzi považuje za stabilní.

### Pivot 2.2.7
Pivot 2.2.7 přinesl jen několik oprav a verze se v podstatě neliší.

### Pivot 3.1 Beta
Tato verze vyšla v betě k testování a unikla z neoficiálních zdrojů. Několik funkcí výrazně zlepšila a pár přidala. Vylepšilo se rozhraní s novými ikonami a změněn výchozí stickman. Nové možnosti umožňovali importovat jakýkoli obrázek jako sprite a dalo se sním pohybovat v animaci. Dále jste mohli mít více než jedno pozadí a také se PIV animací ukládala i rychlost přehrávání obrázků.
Měla však také hodně chyb, když chtěl uživatel například uložit animaci do AVI formátu, zobrazila se chybová hláška: Tato funkce ještě není připravena.
Verze se nikdy nedočkala konce Bety.

### Pivot 4.1
K 30. září 2012, Peter Bone vytvořil na Facebooku stránku s názvem "Pivot Animator"
Ve verzi je několik změn
Zde máte nějaké pro příklad:
- Průhlednost
- Můžete pohybovat více postavami najednou
- Pohybovat s objektem i mimo rám
- Tlačítkem vytvořit duplikaci určitého objektu
- Lepší volič pozadí a objektu (ukazuje obrázky v seznamu)
- Kopírování a vkládání snímku
- Vylepšené možnosti GIF
- Podpora AVI formátu
- Plně podporovaný PNG formát
- Lepší kvalita GIF
- Více jazyků
- Přidáno tlačítko zpět a provést znovu
- Soubor nápovědy

Oficiální beta verze byla vypuštěna dne 2. ledna 2013.
PS: Tato verze má oficiální češtinu kterou si nainstalujete přímo s Pivotem